# Indian Police Service
Ne pas confondre avec Bureau des affaires indiennes parfois appelé Police indienne.
Le Service de police de l'Inde ou police indienne (en anglais : Indian Police Service (IPS) ; en hindi : भारतीय पुलिस सेवा, Bhāratīya Pulisa Sēvā) est une administration de l'Inde assurant la police au nom de l'État central et des États et territoires de l'Inde. Son origine remonte à l'Antiquité et au Moyen Âge. Il développe son cadre actuel de fonction publique en Inde dans l'Empire britannique où il reçoit son statut en 1861. Après la partition de 1947, il poursuit son activité dans l'Inde indépendante sous la tutelle du ministère de l'Intérieur. Confronté aux violences intercommunautaires et à la criminalité organisée, il est signalé pour des pratiques habituelles de violence policière et de corruption.

## La plus ancienne police du monde

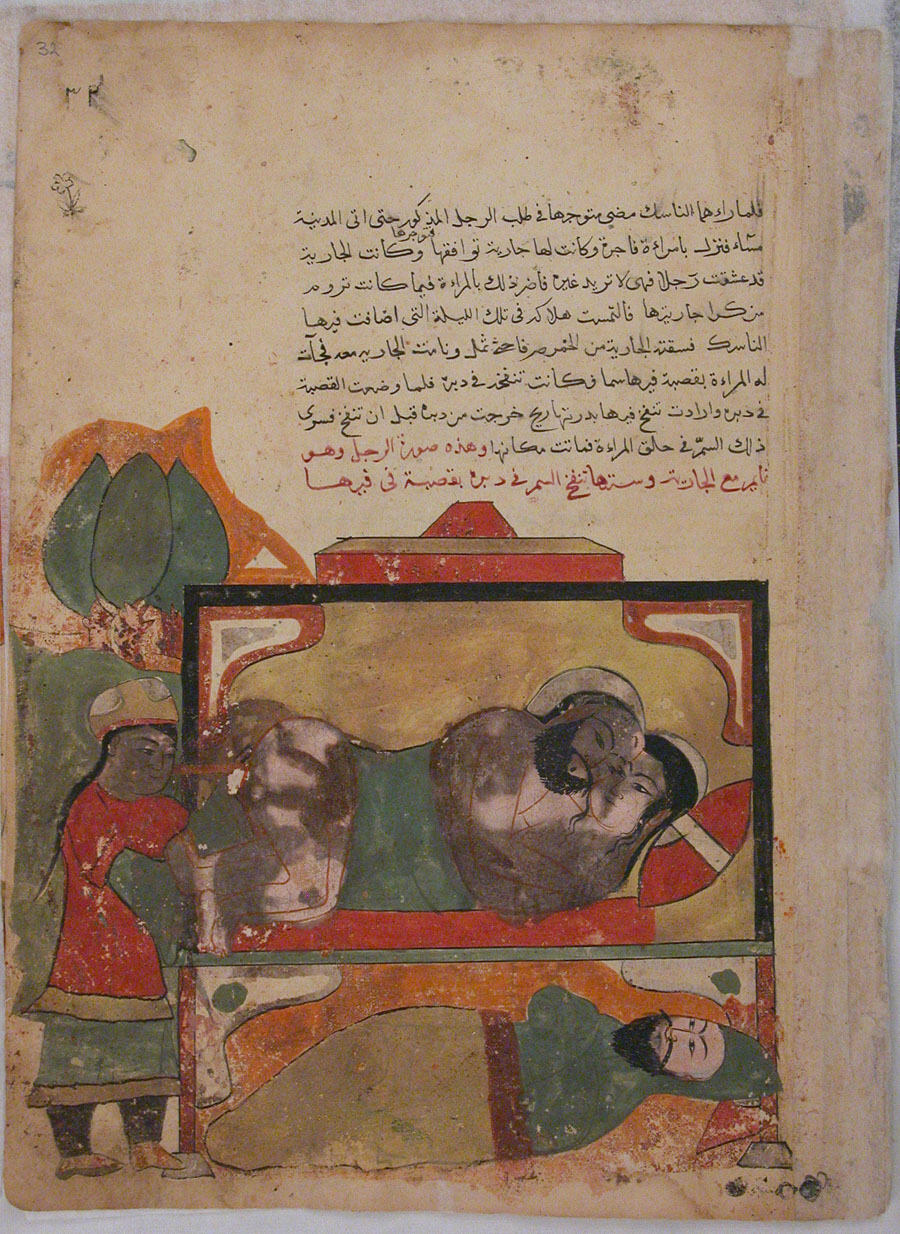
Un ascète errant est témoin d'une tentative d'empoisonnement. Illustration du Kalila et Dimna, XVIIIe s.

Le problème du maintien de l'ordre a dû se poser très tôt dans les cités de la civilisation de l'Indus, vers 3200-1900 av. J.-C. : certains bâtiments semblent avoir été utilisés comme caserne pour une force armée permanente et un sceau de Harappa montre un homme armé du daṇḍa (bâton), plus tard emblème de la police. Les Lois de Manu, les textes religieux et épiques évoquent le rôle du daṇḍa comme symbole et instrument de l'ordre public : il ne doit jamais être inconsidéré ou arbitraire, la protection des sujets étant un des premiers devoirs du raja (roi). Les prière védiques des Samhita et Brahmana citent toutes les sortes de crimes contre lesquelles les fidèles appelaient la protection des divinités hindoues. Les contes bouddhistes des Jātaka montrent aussi que le brigandage était répandu. Les caravanes de marchands devaient avoir une escorte armée.
La première force de police organisée de l'histoire est celle de la dynastie Maurya qui unifie l'Inde entre 321 et 185 av. J.-C. L’Arthashâstra, traité politique attribué à Kautilya, ministre du roi Ashoka, décrit sous le nom de dandaniti les services chargés d'assurer la collecte des impôts et la sécurité des villes et des campagnes, au besoin en imposant un couvre-feu et en installant des garnisons sur les routes. Les Maurya créent des services d'espionnage, contre-espionnage, douanes, fiscalité, dotés de moyens d'investigation. La police est sous l'autorité générale du samaharta, à la fois ministre de l'Intérieur et des Finances. Elle est constituée de trois branches : le pradesta dirige l'administration en zone rurale, le nagarka dans les villes, le sthamika couvre à la fois les zones rurales et urbaines. Les grades sont ceux de gopaa (agent), sangrahana (responsable de 10 villages), kharavata (sur 200 villages), mukha (sur 400 villages), sthaniya (800 villages). Plusieurs services spécialisés en dépendent comme le gramakuta (chef de village), l’antapala (chef des garde-frontières), les sansthadhyaksa et panyadhaksa (inspecteurs des marchés), le ganika dhyaksa (police de la prostitution et des jeux d'argent) et de nombreux agents secrets et informateurs. L’Arthasastra décrit les différentes pratiques criminelles et les méthodes de médecine légale qui permettent de déterminer la cause du décès par étouffement, empoisonnement, noyade, etc.

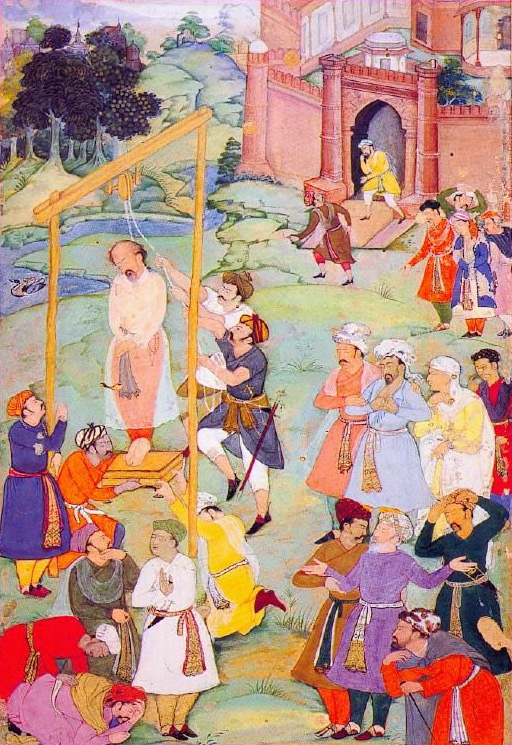
Exécution du mystique Mansur al-Hallaj, miniature moghole, 1602.

Sous différents noms, les services de maintien de l'ordre (dandanayaka et maha dandanayaka) se maintiennent sous les dynasties Kouchan et Gupta. Les Lois de Manu distinguent entre une police visant la criminalité ordinaire et une police spéciale destinée à assurer la sécurité de l'État et des hauts dignitaires en employant des espions et agents provocateurs.
La conquête musulmane, du XIe au XVIIIe siècle, est marquée par des violences, massacres, pillages, réduction en esclavage ; les cadis appliquant la loi islamique et les garnisons militaires formées de Turcs et Afghans montrent peu de respect pour les droits et coutumes de la majorité hindoue. Sous Sher Shah Suri et sous la dynastie moghole (1526-1847), les faujdar (en) (chefs de district), musulmans, cumulent les fonctions militaires, judiciaires et fiscales : les forces de l'ordre sont commandées par un thanedar en zone rurale et un kotwal (en) en zone urbaine. L'administration locale est surtout assurée par les zamindars, collecteurs d'impôt qui deviennent peu à peu des propriétaires héréditaires ; ils peuvent entretenir quelques gardes pour leur sécurité et la perception des taxes mais, en général, ils sont plus soucieux de leur enrichissement que du bien-être de leurs administrés.

## Sous le drapeau britannique

### Ordre et désordre public sous la Compagnie des Indes

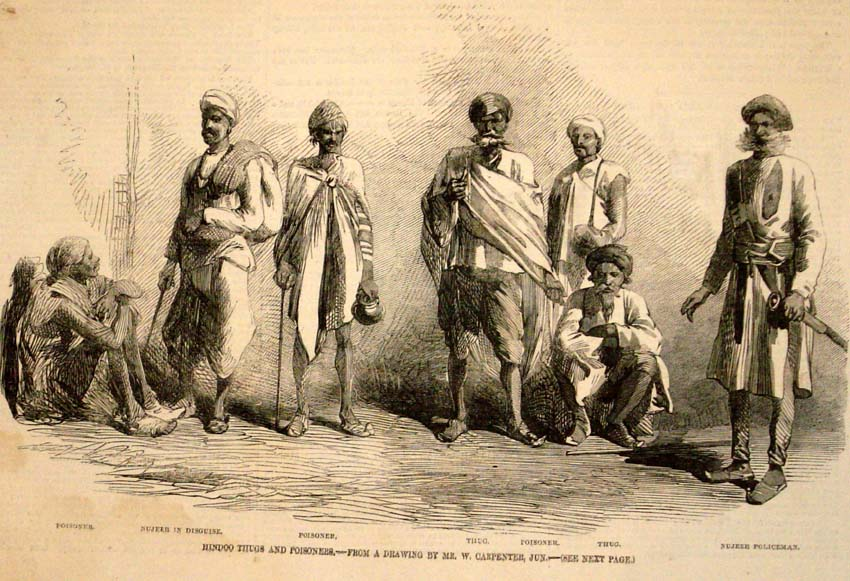
Un policier en tenue (à dr.) et un agent déguisé en civil (à g. avec une besace) en mission parmi un gang de thugs et empoisonneurs. Dessin de William Carpenter, 1857.

Dans la seconde moitié du XVIIIe siècle, la Compagnie britannique des Indes orientales prend une place croissante dans l'économie et l'administration de l'Inde. En 1767, alors que l'Empire moghol est en pleine décomposition, la Compagnie obtient des derniers empereurs le titre de diwan (gouverneur) du Bengale. La présidence du Bengale, puis celles de Bombay et de Madras se dotent d'une administration centrale. Des tribunaux criminels sont établis au Bengale en 1772 mais ils se révèlent peu efficaces contre le brigandage des dacoïts, souvent complices des zamindars qui touchent une part de leur butin : les règles de preuve de la loi britannique se révèlent trop favorables aux accusés. En 1774, le gouverneur Warren Hastings essaie de rétablir l'autorité des faujdars, qui avaient été abolis quelques années plus tôt, mais le résultat est si décevant qu'il les supprime en 1781. Charles Cornwallis, successeur de Warren Hastings, retire le pouvoir judiciaire aux zamindars et instaure 4 conseils de circuit chargés de superviser les juridictions de police. Chaque juridiction s'étend sur 20 à 30 milles carrés (50 à 80 km²) avec 20 ou 30 hommes armés dirigés par un daroga (en) ou superintendant qui peut aussi réquisitionner les gardiens de village. Le règlement établi par Cornwallis en 1793 réserve le pouvoir de police au gouvernement central représenté par le kotwal, compétent pour les affaires de meurtre et de mort non naturelle, et par le daroga pour les délits moindres. Il est interdit aux zamindars ou aux propriétaires d'avoir leurs propres gardes ; si un zamindar ou propriétaire est trouvé complice des brigands, il doit rembourser la valeur des objets volés ou pillés ; le texte prévoit aussi des sanctions en cas de corruption d'un daroga. En fait, le nouveau système se heurte à une résistance larvée des notables indigènes tandis que les anciens gardes des zamindars, privés de ressources, se tournent vers la criminalité. Dès 1807, la Compagnie rétablit les pouvoirs de police des zamindars. La plupart des réformes de Cornwallis sont annulées ou vidées de leur contenu dans les 20 années suivantes. La secte criminelle des thugs, société secrète de voleurs et étrangleurs, est démantelée par les services du surintendant William Henry Sleeman, nommé à la tête du Thuggee and Dacoity Department en 1829. Sleeman doit recourir à des procédures d'exception et au recrutement d'auxiliaires civils pour remédier à la relative indulgence des tribunaux indigènes ; en 6 ans, 2 000 thugs sont capturés dont 1 500 sont condamnés à mort et 500 déportés vers d'autres colonies. Le souvenir plus ou moins mythifié du thugisme permet de justifier la répression coloniale contre des castes et tribus marginales présentées comme mystérieuses et malfaisantes,.
L'administrateur colonial Richard Temple, dans son ouvrage India in 1880, décrit la situation de la police depuis le début du régime britannique :

« De temps immémorial, la police dans l'Inde a été divisée en deux catégories : l'une, la police régulière, choisie et payée par l'État ; l'autre, la police rurale, quasi-héréditaire dans les villages, reconnue quoique non recrutée par l'État, soldée non par le trésor public mais par des contributions des villageois, et constituant une institution très ancienne dans tout l'empire. Le Gouvernement Britannique a maintenu la police sous cette double forme […] Malgré le perfectionnement de son organisation ces dernières années, la police est encore fort loin de ce qu'elle devrait être […] Or, la police indigène était un des points les plus faibles du gouvernement mogol ; son imitation par les Anglais fut analogue. Le service de la police a toujours été impopulaire auprès des Indigènes supérieurement trempés, les hommes de caractère évitaient d'en faire partie. Il n'y est entré rarement que des hommes habiles et ils avaient l'intention d'y faire vite une fortune illégitime. Un homme qui avait réalisé cette fortune rapide s'exposait à être moralement convaincu d'assez d'improbité pour être révoqué, mais il tâchait d'en rendre les preuves matérielles impossibles. Avec des chefs si mal disposés, le corps de la police était entièrement corrompu, chaque membre étant mauvais à sa façon. Tous commettaient divers actes oppressifs, extorquant parfois des confessions par la torture. On ne se souvint pas assez que si des hommes d'une situation inférieure ont du pouvoir et une solde infime, ils arrondiront à coup sûr leurs émoluments par des gains illicites […] Il n'y avait alors que peu de fonctionnaires européens dans le pays, et l'on ne pouvait en détacher aucun à la surveillance de la police. »

Dans les années 1840, plusieurs projets de réforme sont émis mais l'absence de contrôle effectif sur les zamindars et le manque de coordination entre les différentes autorités coloniales empêchent tout redressement des abus, entraînant un mécontentement croissant de la population jusqu'à la grande mutinerie des troupes indigènes de 1857-1859, qui ébranle la domination britannique.

### La Police impériale
Le gouvernement de Londres exproprie la Compagnie des Indes en 1858 et transforme le pays en vice-royauté sous sa tutelle directe. La Police Commission de 1860 et le Police Act de 1861 réorganisent complètement le service, retirent leurs pouvoirs aux zamindars et rétablissent un corps spécialisé dans le maintien de l'ordre.

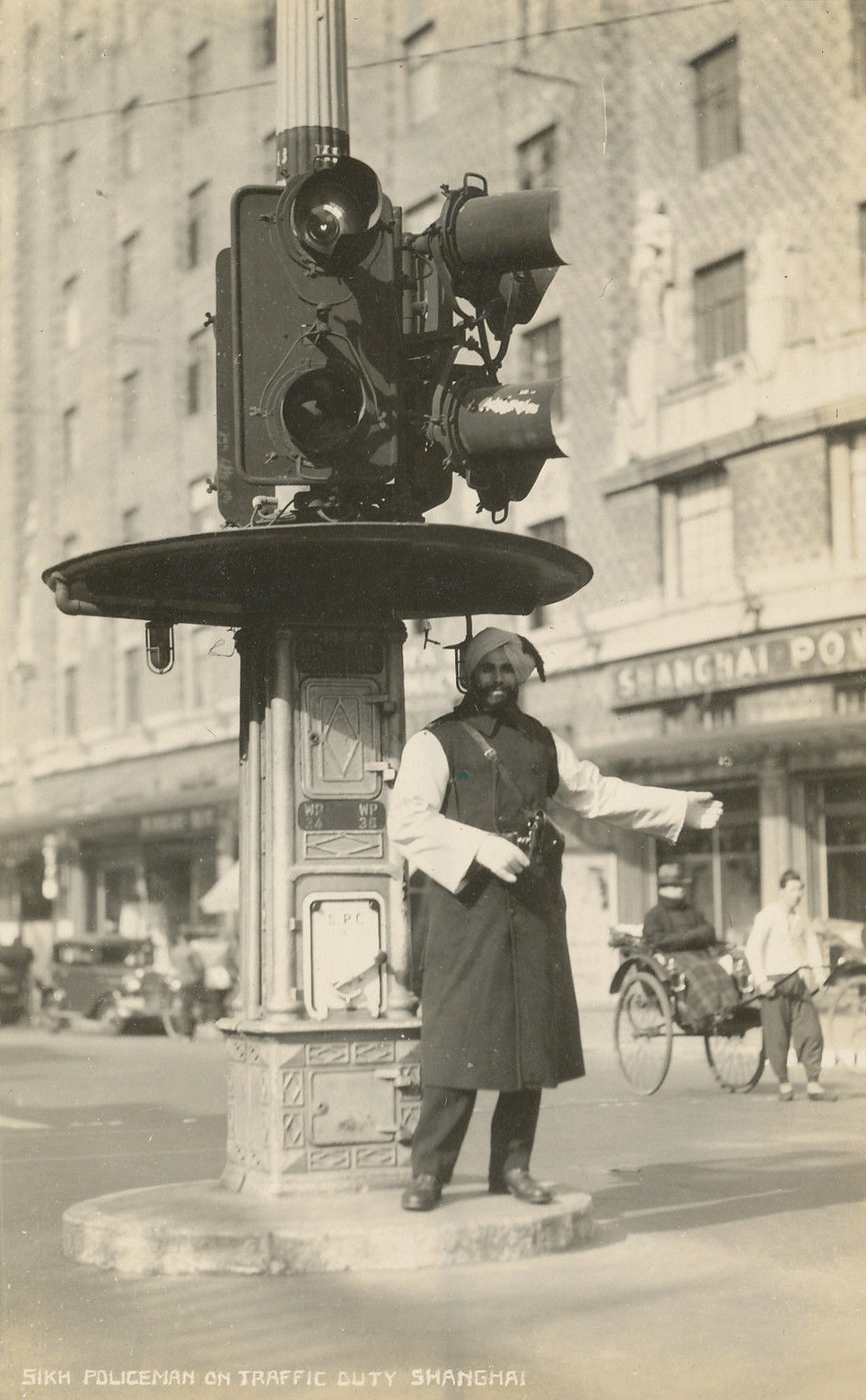
Policier sikh à Shanghaï en 1935.

Richard Temple note que les effets positifs des réformes se font d'abord sentir à Calcutta et Bombay, des grandes villes où les fonctionnaires britanniques peuvent opérer avec assez d'efficacité ; il est possible d'y former un corps de constables et de promouvoir des indigènes compétents aux grades supérieurs. Ce système s'étend bientôt aux administrations de district : la présence permanente d'un ou deux fonctionnaires européens permet de surveiller toutes les affaires graves, de sélectionner les meilleurs éléments indigènes, relativement instruits, motivés par une meilleure solde et par l'espoir de promotions, et d'obtenir une amélioration globale. Un des facteurs de progrès est le recrutement de policiers sikhs : considérés comme une « race martiale (en) », appréciés pour leur énergie et leur loyauté, ils deviennent une composante essentielle de la police coloniale en Inde et dans les autres possessions britanniques.
La police de l'Inde à la fin du XIXe siècle a un caractère civil : hors des régions frontalières, les hommes portent un uniforme mais ne sont pas armés, sauf ceux qui gardent les prisons et les trésoreries. S'il survient des émeutes, elles sont réprimées par l'armée régulière.
La police ferroviaire est créée en 1866, à une époque où les chemins de fer indiens appartiennent à des compagnies privées. Son financement est assuré par les compagnies pour les trois quarts et par le gouvernement pour un quart. Elle opère sur les lignes, gares, quais et ferrys ainsi que sur les terrains d'habitation du personnel. À la suite de désaccords répétés, la compétence de la police gouvernementale est limitée au trafic de passagers : la garde des trains de marchandises et des entrepôts est assurée par les gardes privés de la compagnie. Aujourd'hui, elle est sous la tutelle conjointe du ministère de l'Intérieur et de celui des Chemins de fer.

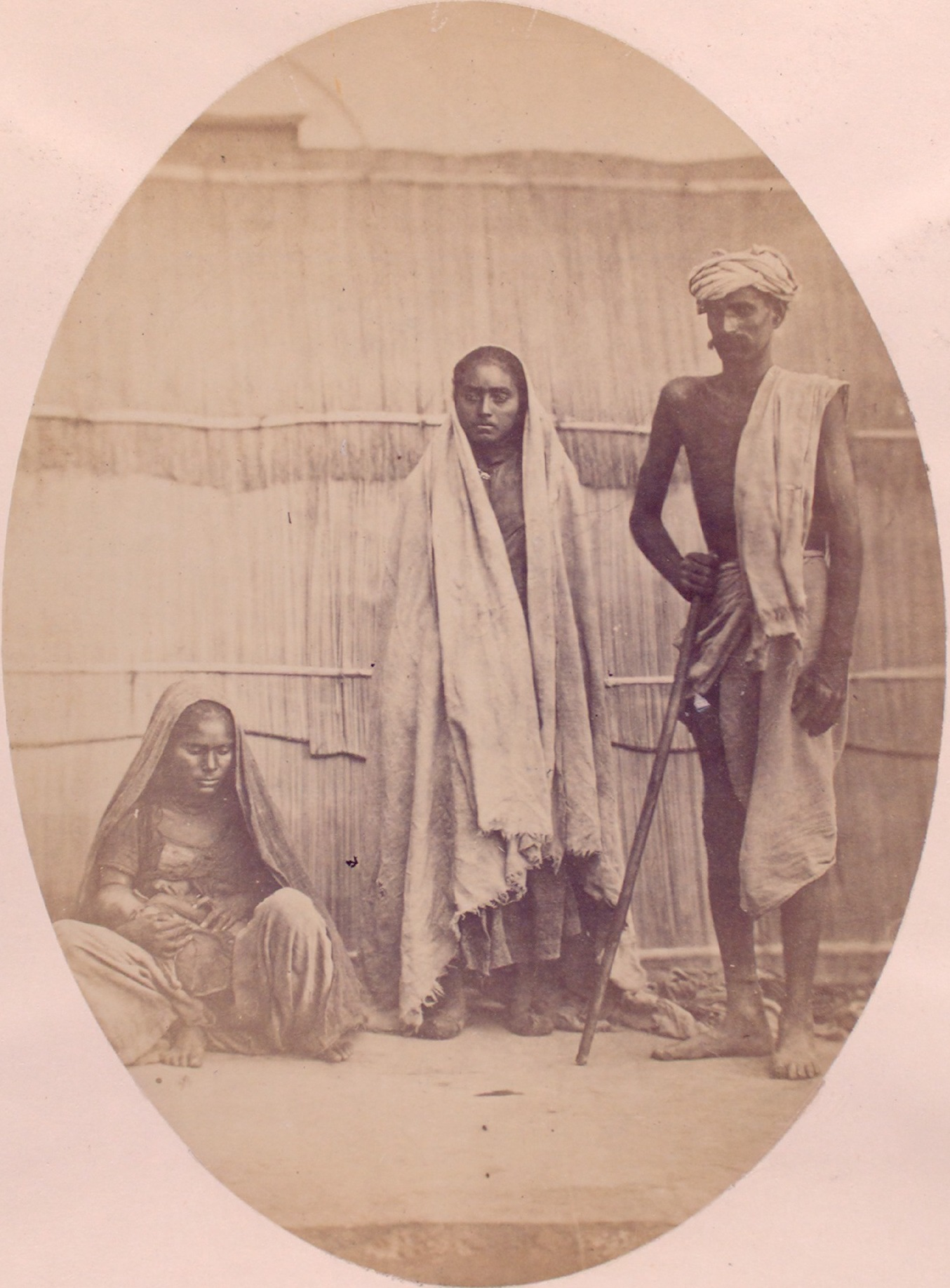
Les Sansi, peuple vagabond du Rajasthan, 1868.

Pour contrôler les populations, les administrateurs coloniaux développent une théorie eugéniste des « castes criminelles » naturellement disposées à la malfaisance. Le surintendant Frederick S. Mullaly, dans ses Notes on Criminal Classes of the Madras Presidency (1892), décrit le système de classement appliqué dans sa présidence : les Sansis sont une tribu de voleurs errants alors que les Ramoshi pratiquent le banditisme à main armée. La lutte contre la criminalité bénéficie de progrès techniques comme la découverte des empreintes digitales par William James Herschel, officier en poste au Bengale.
Dans la première moitié du XXe siècle, la police est employée à réprimer les manifestations du mouvement indépendantiste, ainsi lors des grèves d'octobre 1905 contre la partition du Bengale. La brutalité policière entraîne en retour un durcissement du mouvement national avec des attentats à la bombe et tentatives d'assassinat de hauts fonctionnaires britanniques. Les groupes terroristes, recrutés surtout parmi les étudiants bengalis hindous, s'en prennent aux postes de police et aux fonctionnaires indigènes ; ils se financent en rançonnant les changeurs et les marchands marwaris. Le 22 novembre 1945 à Calcutta, lors d'une manifestation rassemblant hindous et musulmans, des combats de rue opposent la police aux manifestants, faisant 36 morts civils et une centaine de blessés.

## Dans l'Inde indépendante

### Forces et faiblesses

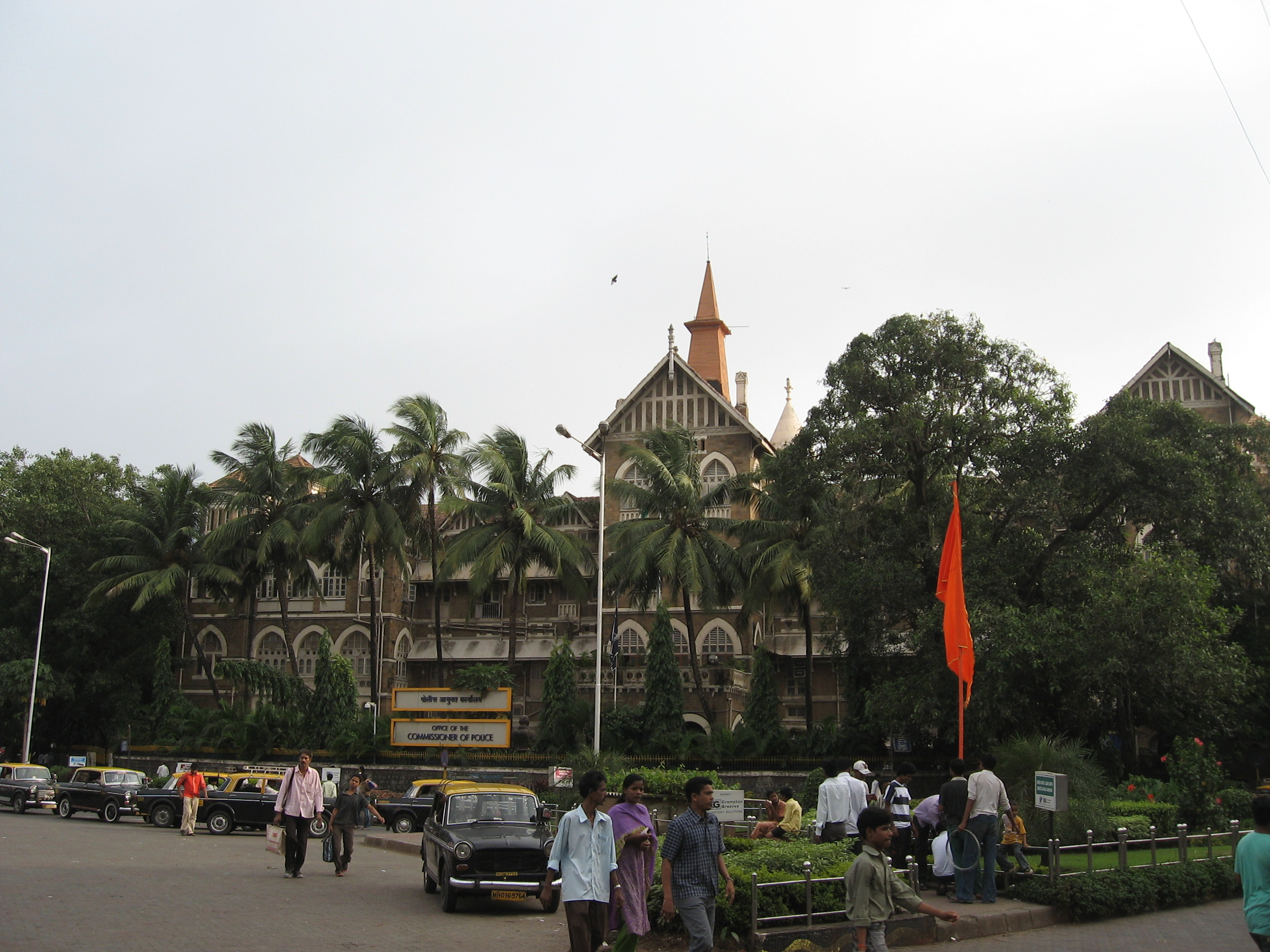
Quartier général de la police de Bombay en 2008.

L'indépendance et la partition des Indes, en 1947, entraînent le départ des cadres supérieurs britanniques de la police ; celle-ci est partagée entre l’Indian Police Service de l'Union indienne et les forces de sécurité du Pakistan. Vallabhbhai Patel, ministre de l'Intérieur du gouvernement intérimaire indien, organise l’Indian Administrative Service qui remplace l’Indian Civil Service colonial et confère un statut national à l’Indian Police Service, reconnu par l'article 312 de la Constitution de l'Inde ; sa compétence est étendue aux principautés indiennes à mesure de leur rattachement à l'Union. L'article 316 instaure une Commission du service public pour superviser l'administration civile et la police, à l'échelle nationale et dans chaque État de l'Union. Selon Charles Bettelheim, « le peuple indien a continué à avoir affaire aux mêmes policiers et aux mêmes fonctionnaires qu'auparavant, ceux-ci ont généralement continué à le traiter avec le même mélange de brutalité et de mépris que par le passé ».
La police est généralement en sous-effectif par rapport à l'ampleur de ses tâches : en 2020, on estime qu'il lui manque 5,4 millions d'hommes et femmes pour un effectif théorique de 22 millions. Les variations régionales sont importantes ; au Bihar, on ne compte que 69 policiers pour 10 000 habitants pour une moyenne nationale de 136. Les agents sont, dans l'ensemble, mal payés, mal formés et mal équipés ; ils peuvent faire des journées de travail de 14 h mais sont souvent affectés à des postes fixes ou à la protection des personnalités. Il est courant que la police, par manque de personnel ou pour d'autres raisons, néglige d'enregistrer un délit mineur que les tribunaux, eux aussi surchargés, n'auraient pas le temps de juger avant plusieurs années ; il arrive aussi que la police minimise l'acte, par exemple en enregistrant un meurtre comme suicide (en). Le recrutement, la discipline et la promotion au sein de la police dépendent largement des influences politiciennes et il n'est pas rare qu'un policier soit réintégré après avoir été démis pour fautes graves. La corruption est endémique dans la police indienne : en 2005, la majorité des plaintes reçues par la commission nationale des droits de la personne sont déposées contre des policiers dont un grand nombre pour corruption. Une étude de 2005 sur 14 000 personnes dans les villes et villages de 20 États indique que 80% d'entre elles disent avoir versé au moins une fois un pot-de-vin à un policier ; la police est perçue comme l'administration la plus corrompue.

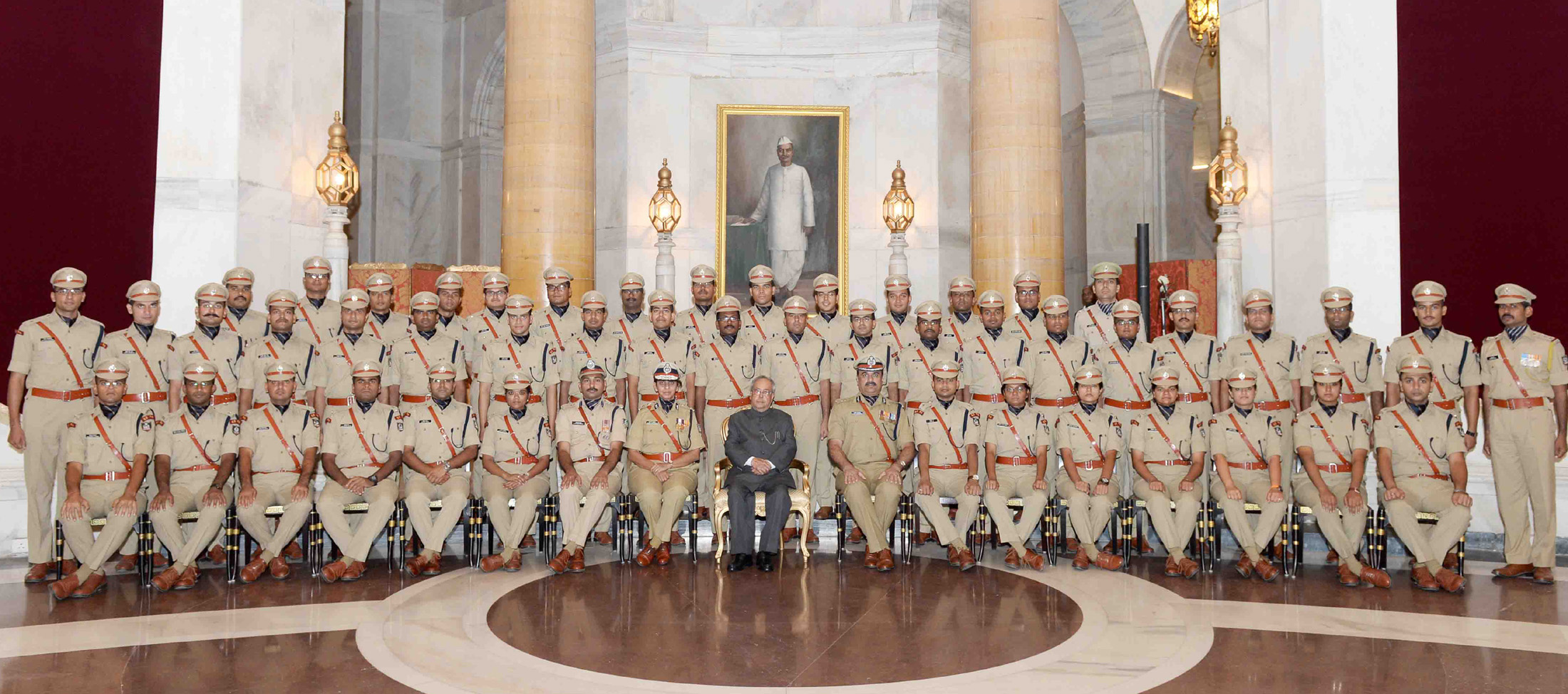
Le président de la République Pranab Mukherjee avec la nouvelle promotion d'inspecteurs en 2016.

La police comprend des bataillons de femmes, usage qui remonte à l'époque coloniale ; elles sont chargées notamment d'interpeller les manifestantes. Les règlements prévoient un quota de 33% de femmes dans la police, qui n'est pas atteint en pratique. Il est fréquent que les femmes victimes de violences domestiques, viol ou harcèlement renoncent à porter plainte par crainte d'un traitement humiliant au commissariat. En 2015, l’État d’Haryana a créé pour les accueillir 14 commissariats entièrement féminins,.
Human Rights Watch, en 2016, note que la Cour suprême de l'Inde a publié à maintes reprises des arrêts et directives à destination de la police pour interdire la torture et assurer la protection des femmes, des pauvres et des groupes défavorisés. Cependant, en violation des lois nationales et internationales, la police recourt de façon routinière à la torture en garde à vue pour obtenir les aveux des suspects, ce qui s'explique par le manque de formation des policiers à la police scientifique et par l'impunité habituelle dont ils jouissent. De façon très exceptionnelle, en janvier 2016 à Bombay, 4 policiers passent devant la justice pour avoir battu à mort un détenu ; le président du tribunal relève qu'il n'y a eu aucune enquête effective sur ce décès, que les services chargés de superviser cette unité n'ont ni examiné les enregistrements vidéo, ni fait examiner le corps aussitôt après le décès, ni ordonné une autopsie.
Les États, très attachés à leur autonomie, montrent peu d'empressement à accepter les décisions de la Cour suprême et à les intégrer à leur législation. L'efficacité des forces de l'ordre varie considérablement d'un État à l'autre. Cependant, les polices des différents États coopèrent régulièrement entre elles, notamment dans les affaires de terrorisme. Elles utilisent des systèmes de télécommunication par satellite qui desservent les 45 quartiers généraux d'État, 850 quartiers généraux de district et 11 000 postes de police.

### La police armée face aux émeutes et au terrorisme

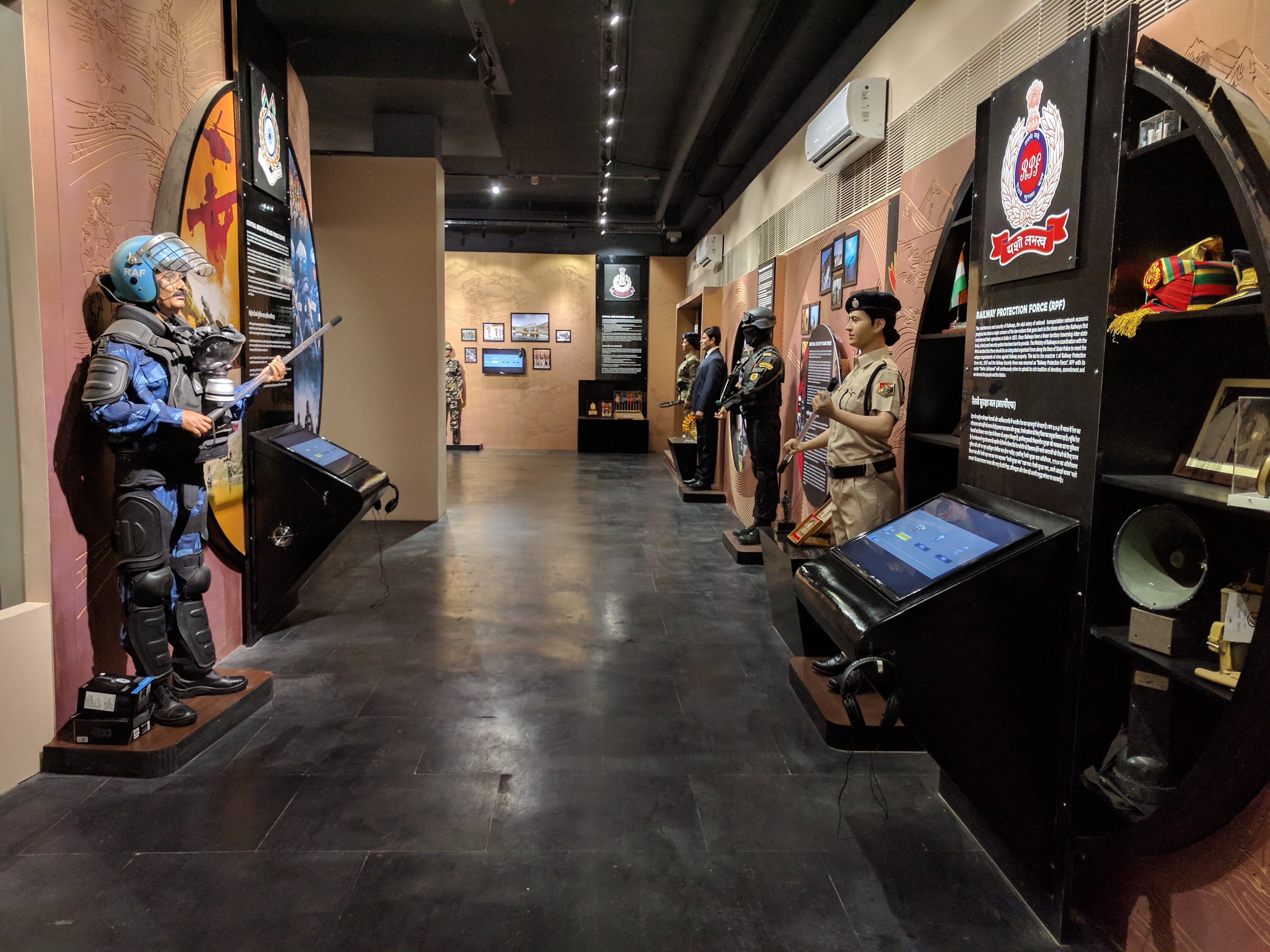
Musée national de la police à New Delhi, inauguré en octobre 2018.

Au cours des dernières décennies, la police indienne a souvent été confrontée aux violences intercommunautaires, souvent attisées par les groupes criminels organisés (en), et au terrorisme. Christophe Jaffrelot note que la gestion des émeutes dépend beaucoup de la culture politique locale : il arrive que le gouvernement d'un État retarde l'intervention de la police, soit pour discréditer ses rivaux, soit pour se présenter en sauveur. Dans les années 1980 en Uttar Pradesh, où la police régionale (Provincial Armed Constabulary) ne compte que 300 membres musulmans sur 200 000, elle intervient le plus souvent en soutien des émeutiers nationalistes hindous contre les musulmans. Il arrive aussi que des politiciens liés aux milieux criminels provoquent une émeute pour pousser à la démission un chef de la police trop intègre ou trop efficace dans la lutte contre les gangs. Lors des manifestations de 2020, la police est intervenue brutalement à plusieurs reprises contre des manifestants ou des journalistes couvrant les manifestations au Cachemire, en Uttar Pradesh et à Delhi.

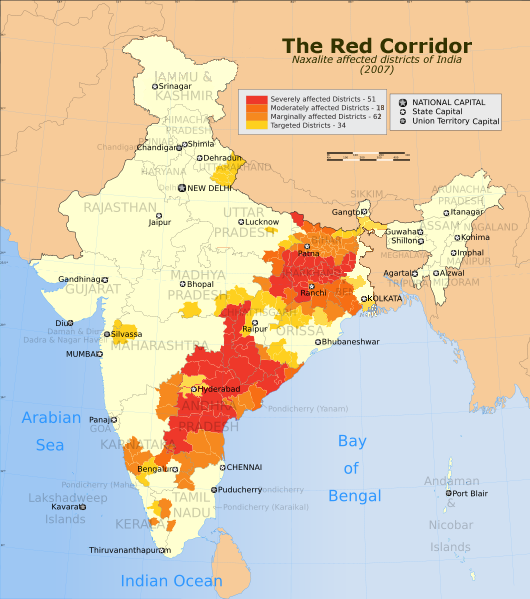
Extension de la rébellion naxalite (maoïste) en 2007.

Les forces centrales de police armée (en anglais : Central Armed Police Forces, CAPF), sont, avec l'armée, la principale composante des forces de sécurité indiennes. Leur effectif a doublé en vingt ans et atteint 980 000 hommes en 2020. Elles dépendent du ministère de l'Intérieur dirigé par Amit Shah, homme de confiance du Premier ministre Narendra Modi. Elles sont affectées à des tâches de contre-insurrection contre différents groupes rebelles au Cachemire, dans le nord-est et le centre du pays ; elles interviennent aussi lors des catastrophes naturelles. Elles sont moins bien payées et moins équipées que les unités de l'armée tout en partageant souvent les mêmes tâches ; les Indiens les désignent pareillement comme « soldats » (« jawan »). Les interventions policières menées sous le régime de l'état d'urgence contre les séparatistes du Cachemire ou la guérilla naxalite dans le centre-est du pays ont été fortement critiquées pour des actes d'exécution sommaire, viol ou pillage ; cependant, il n'y a pas eu de poursuites judiciaires contre les policiers, ceux-ci étant couverts par l'autorité militaire.
La Force d'action rapide (Rapid Action Force, RAF) est une unité de police antiémeute comptant 14 bataillons ; elle intervient particulièrement en cas d'émeute. Une douzaine de corps paramilitaires sont partagés entre l'autorité du ministère de l'Intérieur et celle de l'armée ou d'autres institutions. Le corps des fusiliers de l'Assam, unité paramilitaire créée en 1835 par la Compagnie des Indes pour étendre son emprise sur le nord-est du pays, se rattache aujourd'hui aux CAPF. Les fusiliers de Rashtriya (en), créés en 1990 au Cachemire, sont rattachés organiquement à l'armée tout en étant sous les ordres du ministère de l'Intérieur.

## Grades
Grades en anglais (* Titres décernés par la seule police nationale, les autres pouvant être décernés par les États) :
- Director General of Police (DGP)*

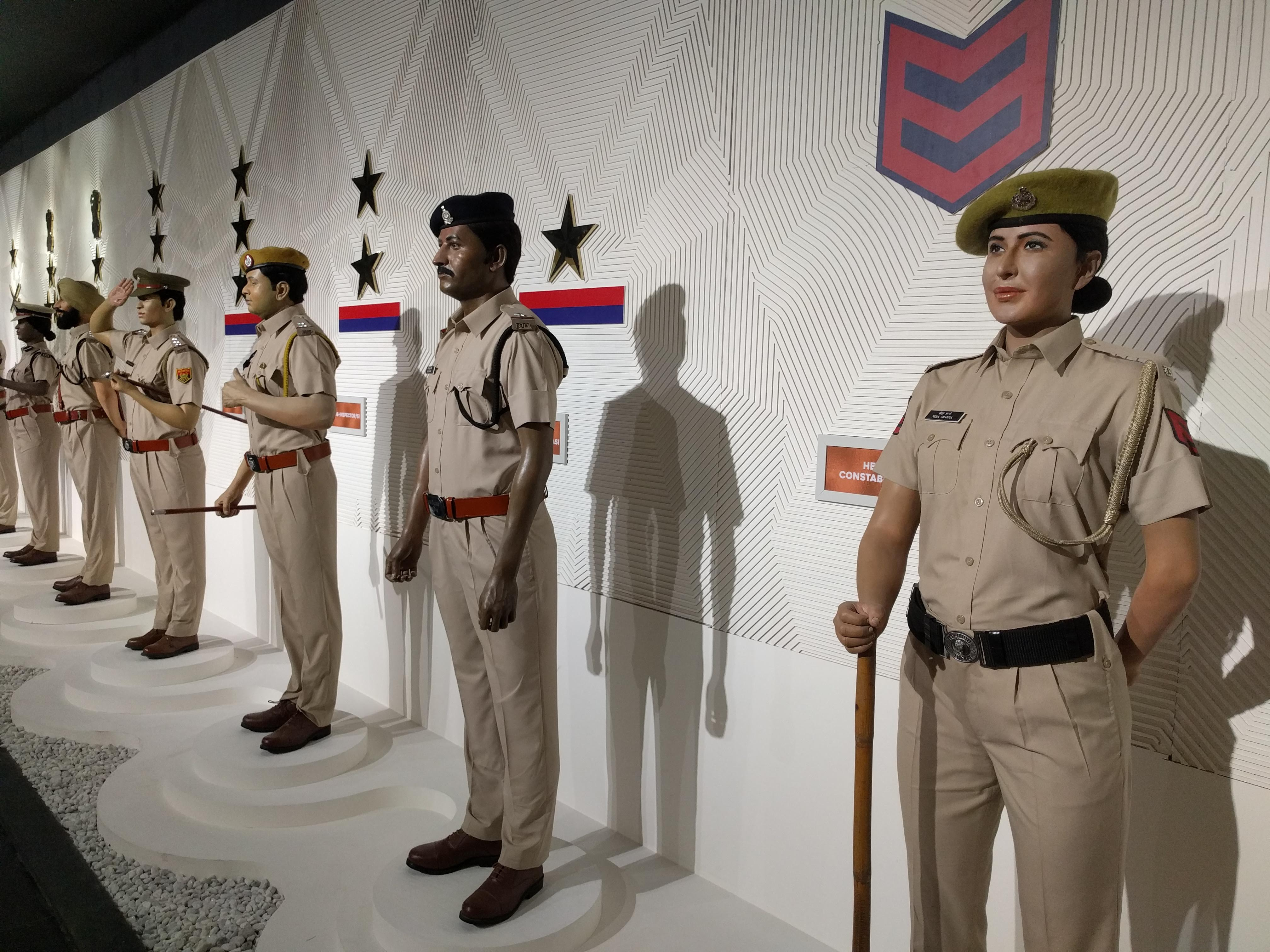
Grades de la police au musée national de la Police à New Delhi, 2018.

- Additional Director General (ADP)*
- Inspector General (IG)*
- Deputy Inspector General (DIG)*
- Senior Superintendent (SSP)*
- Superintendent (SP)
- Additional Superintendent (Add SP)
- Assistant Superintendent (Ass SP)
- Deputy Superintendent (DSP)
- Inspector (Insp)
- Sub-Inspector (SI)
- Head Constable (HC)
- Constable (PC)

Les rangs de constable et head constable représentent environ 90% de l'effectif de la police. Les forces centrales de police armée et celles des États sont issues du même concours de recrutement.

## Dans la fiction

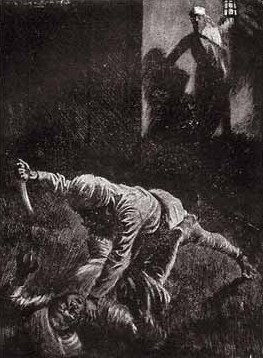
Assassinat d'un riche voyageur, illustration de F. H. Townsend pour Le Signe des quatre d'Arthur Conan Doyle, 1903.

### Roman
- L'Inde coloniale sert de toile de fond à plusieurs œuvres du roman policier britannique : Confessions d’un Thug de Philip Meadows Taylor (1839), La Pierre de lune de Wilkie Collins (1868), Le Signe des quatre d'Arthur Conan Doyle (1890). Dans plusieurs nouvelles de Rudyard Kipling, le policier Strickland se déguise en indigène en adoptant le langage et l'argot des classes populaires pour infiltrer le milieu local[37].
- H. R. F. Keating (1926-2011), romancier britannique, a écrit une série de romans dont le personnage principal, l'inspecteur Ganesh Ghote, est un policier de Bombay.
- Vaseem Khan (né en 1973), romancier britannique d'origine indienne, a écrit plusieurs romans dont le personnage principal, Ashwin Chopra, est un inspecteur de police à la retraite, lui aussi de Bombay.

### Cinéma
Plusieurs œuvres du cinéma indien mettent en scène des policiers.
- Dans Ardh Satya (en) (« Demi-vérité ») de Govind Nihalani (1983), grand succès populaire plusieurs fois primé, Anant Walenkar (Om Puri), jeune policier enthousiaste, traque les délinquants dans le milieu des discothèques de Bombay mais découvre peu à peu l'ampleur de la corruption[38].
- Dans Apaharan (« Enlèvement »)  de Prakash Jha (2005), le jeune étudiant Ajay Shastri (Ajay Devgn) veut faire carrière dans la police ; pour payer le pot-de-vin nécessaire à sa nomination, il emprunte de l'argent puis, incapable de rembourser, il réalise un enlèvement avec demande de rançon[39]. Dans ce film, le superintendant Anwar Khan (Mukesh Tiwa), un homme intègre, est nommé à la tête de la police d'une ville du Bihar grâce au soutien d'un puissant politicien musulman et chef de gang, Tabrez Alam (Nana Patekar), qui espère le compromettre et le manipuler à son profit. Tabrez Alam est tué à la fin du drame mais le film montre l'ampleur de la corruption : un ministre de l'Intérieur (Chetan Pandit) accepte des pots-de-vin pour attribuer des postes dans la police[40].